# جايسون ميتشيل (لاعب كرة قدم أمريكية)
جايسون ميتشيل (بالإنجليزية: Jason Mitchell)‏ هو لاعب كرة قدم أمريكية أمريكي، ولد في 19 يوليو 1981 في توررانسي في الولايات المتحدة.